# 青州市北站
青州市北站，位于中华人民共和国山东省潍坊市青州市何官镇，是济青高速铁路上的铁路车站，于2018年12月26日启用，由中国铁路济南局集团有限公司管辖。

## 車站周邊
- 长深高速公路

## 歷史
- 2018年12月26日启用。

## 外部連結
- 中国铁路客户服务中心（页面存档备份，存于）